# Raser

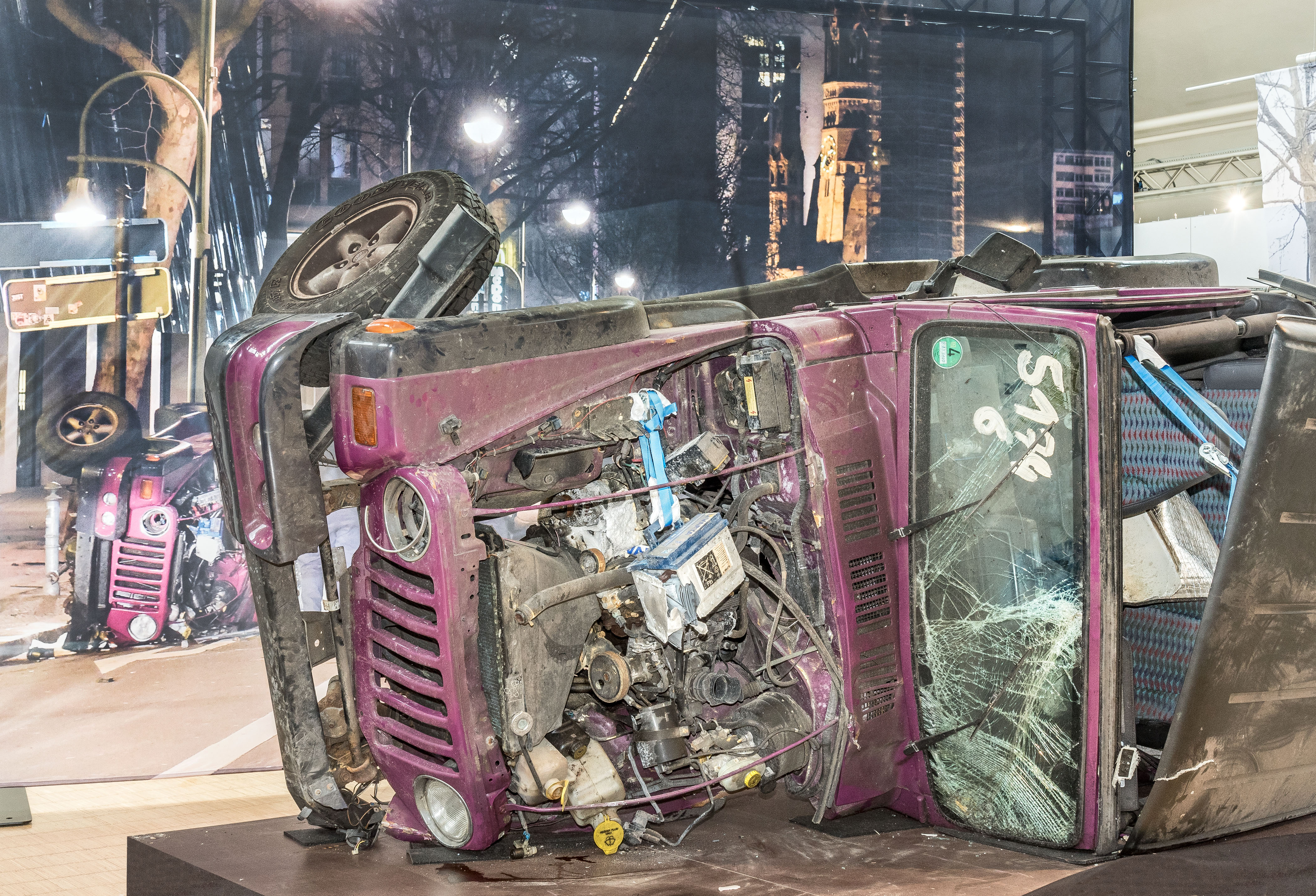
Der Jeep von Michael Warshitsky, der am 1. Februar 2016 als Opfer eines illegalen Autorennens in Berlin starb

Als Raser werden Verkehrsteilnehmer bezeichnet, die mutwillig im Straßenverkehr mit deutlich überhöhter Geschwindigkeit fahren. Der Begriff ist dabei allgemein nicht scharf umrissen; lediglich in der Schweiz gibt es eine Legaldefinition (siehe #Schweiz).
Meist birgt die Verwendung des Begriffs eine Missfallensäußerung, bedingt durch die einhergehende starke Gefährdung anderer Verkehrsteilnehmer. Überhöhte Geschwindigkeit gilt als eine der Hauptunfallursachen. Es gilt als erwiesen, dass schärfere Sanktionen die Zahl der Schwerverletzten im Straßenverkehr reduzieren kann.

## Überwachung und rechtliche Bewertung

### Deutschland
In Deutschland müssen Raser mit Geld- oder Freiheitsstrafen und Punkten in Flensburg rechnen. Bei einem tödlichen Unfall ist eine Verurteilung wegen Mordes mit lebenslanger Freiheitsstrafe möglich.
Im Sommer 2017 wurden die Sanktionen für die Teilnahme an illegalen Autorennen erhöht. Bis dahin handelte es sich um eine Ordnungswidrigkeit, die lediglich mit 400 Euro Geldbuße und einem Monat Fahrverbot bedroht war. Seit der Verschärfung handelt es sich bei der Teilnahme an illegalen Autorennen um eine Straftat, die mit Freiheitsstrafe bis zu zwei Jahren, bei konkreter Gefährdung bis zu fünf Jahren, oder mit Geldstrafe bestraft wird. Wird durch die Tat der Tod oder eine Gesundheitsschädigung eines anderen Menschen verursacht, werden ein bis zehn Jahre, in minder schweren Fällen sechs Monate bis fünf Jahre Freiheitsstrafe verhängt (Verbotenes Kraftfahrzeugrennen § 315d StGB; anders als die Überschrift nahelegt, gilt der Tatbestand auch für Alleinrennen ohne Gegner). Das Kraftfahrzeug eines Rasers kann eingezogen (§ 315f StGB) und die Fahrerlaubnis entzogen (§§ 69ff. StGB) werden.
Im Februar 2017 wurden erstmals zwei Raser wegen Mordes zu lebenslangen Freiheitsstrafen verurteilt, die sich auf dem Kurfürstendamm und der Tauentzienstraße in Berlin ein illegales Autorennen geliefert hatten, wobei ein 69-jähriger Mann getötet wurde. Der Bundesgerichtshof hob das Urteil am 1. März 2018 auf, weil der bedingte Tötungsvorsatz nicht ausreichend bewiesen sei, und verwies den Fall an das Berliner Landgericht zurück. Dieses behielt das Strafmaß in seinem Urteil vom 26. März 2019 bei. Am gleichen Tag erklärte der Anwalt der Verurteilten, er habe bereits Revision eingelegt. Am 18. Juni 2020 bestätigte der Bundesgerichtshof das Mordurteil gegen den unmittelbar am Unfall beteiligten Raser, welches somit Rechtskraft erlangte, hob das Urteil gegen den anderen Fahrer allerdings erneut auf. Dieser wurde im März 2021 wegen versuchten Mordes zu einer Haftstrafe von 13 Jahren verurteilt. Seine Revision dagegen wurde am 19. Januar 2022 vom Bundesgerichtshof abgewiesen. Die Verfassungsbeschwerde des am Unfall beteiligten Rasers wurde am 7. Dezember 2022 nicht zur Entscheidung angenommen.

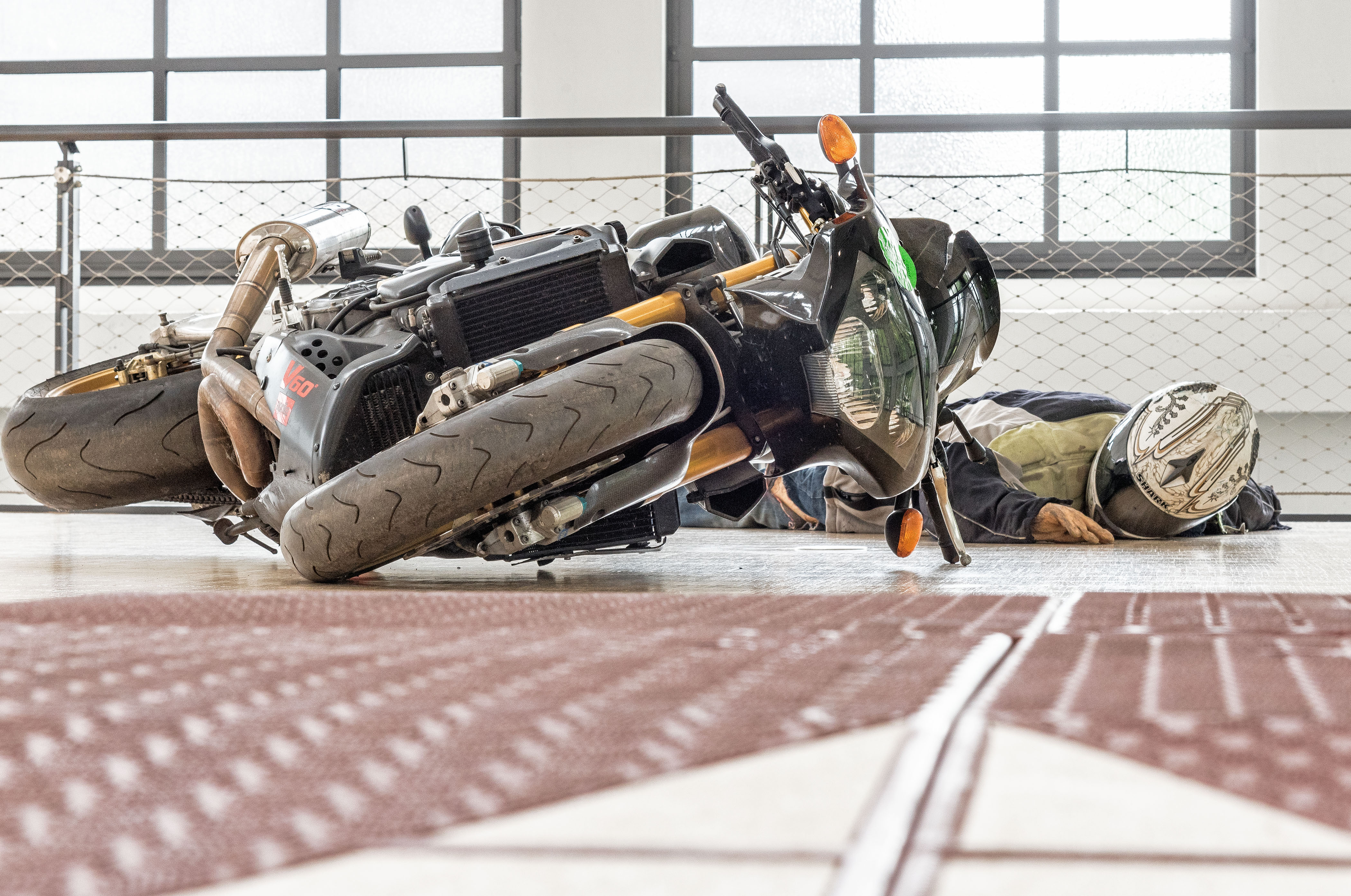
Eine Motorradfahrerpuppe liegt neben einer umgekippten Maschine: Die drastische Szene soll zum Nachdenken über den tödlichen Temporausch animieren.

In einem vergleichbaren Fall in Köln-Deutz waren die beiden Täter 2016 zunächst zu Freiheitsstrafen verurteilt worden, welche zur Bewährung ausgesetzt wurden. Diese Urteile wurden vom Bundesgerichtshof aufgehoben und der Fall ans Landgericht Köln zurückverwiesen. Im März 2018 wurden die beiden Angeklagten wegen fahrlässiger Tötung zu Freiheitsstrafen ohne Bewährung verurteilt. Die dagegen gerichtete Revision eines der beiden Angeklagten wurde am 4. Dezember 2018 abgewiesen; damit sind beide Täter rechtskräftig verurteilt.
Das Landgericht Hamburg verurteilte 2018 einen Taxidieb, der mit dem gestohlenen Fahrzeug vor der Polizei flüchten wollte und dabei mit massiv überhöhter Geschwindigkeit einen tödlichen Unfall verursachte, wegen Mordes zu einer lebenslangen Freiheitsstrafe. Im März 2019 bestätigte der Bundesgerichtshof das Urteil.
Um die Zahl der Raser zu bekämpfen, führt die Polizei seit 2012 regelmäßig bundeslandweite und landesweite Blitzmarathons durch.

### Schweiz
Seit dem 1. Januar 2013 gelten in der Schweiz strenge Bestimmungen für Geschwindigkeitsübertretungen. Im Zusammenhang mit einem als „Via Sicura“ (Sichere Straße) bekannt gewordenen Gesetzespaket wurde der Begriff des „Rasers“ juristisch definiert und die Strafandrohung massiv erhöht (Artikel 90 Absatz 3 und 4 Strassenverkehrsgesetz).
Als Raser gilt nun,
- wer durch eine Tempo-30-Zone mit 70 Kilometern pro Stunde fährt,Ursachenforschung zum Thema Raserei

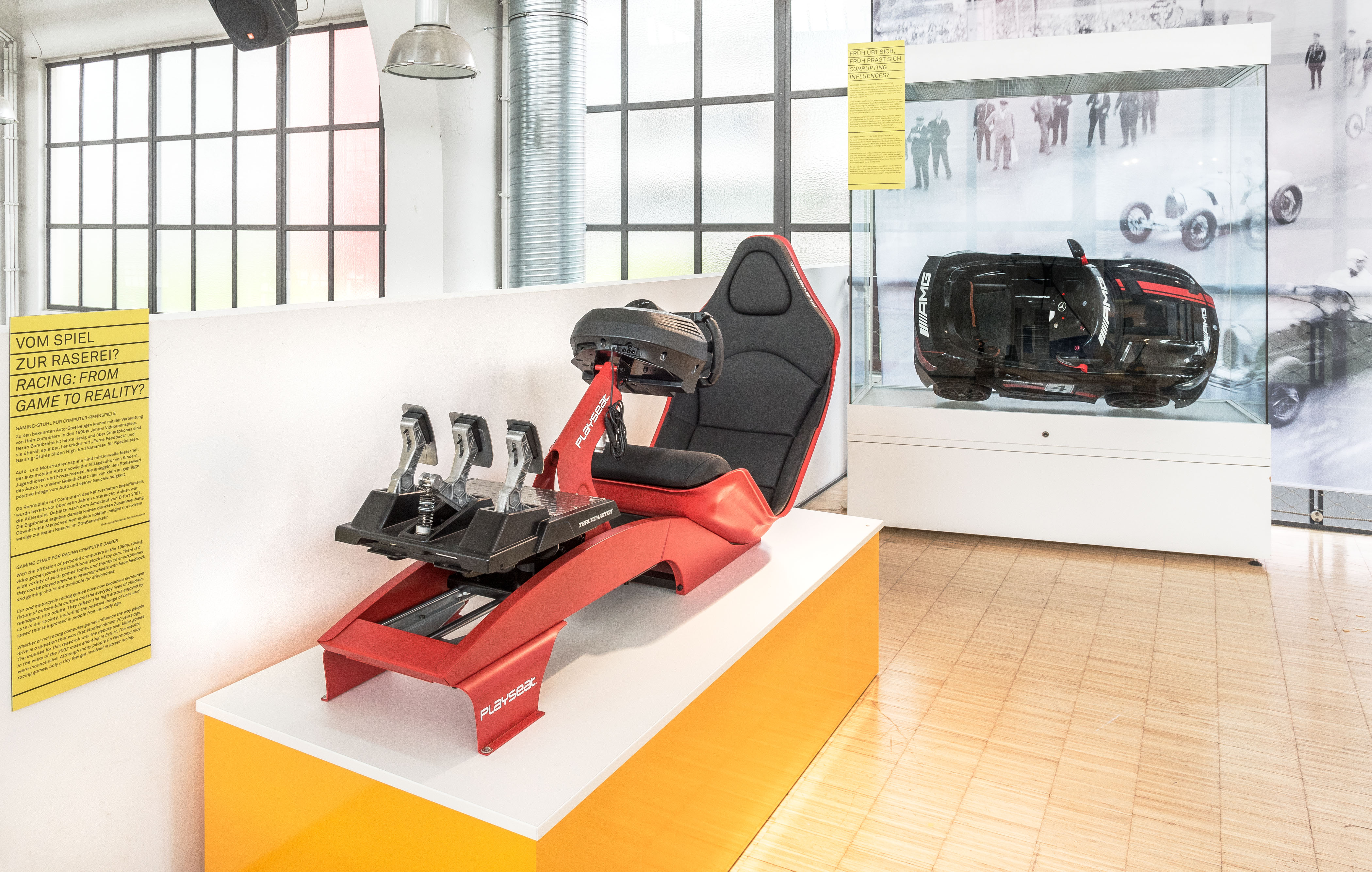
Ursachenforschung zum Thema Raserei

- wer innerorts bei erlaubten 50 km/h mit 100 km/h unterwegs ist,
- wer außerorts bei erlaubten 80 km/h mit 140 km/h unterwegs ist und
- wer auf Autobahnen bei erlaubten 120 km/h mindestens 200 km/h fährt.

Rasern wird der Fahrausweis zunächst für zwei Jahre entzogen, im Wiederholungsfall dauerhaft. Bei groben Verfehlungen kann das Fahrzeug eingezogen werden. Für Verkehrsdelikte im Zusammenhang mit Rasen gilt eine Mindeststrafe von einem Jahr Freiheitsstrafe, die Höchststrafe liegt bei vier Jahren. Versicherer sind verpflichtet, bei entsprechend schweren Widerhandlungen gegen die Straßenverkehrsordnung Rückgriff zu nehmen, wodurch neben den strafrechtlichen Kosten auch hohe Schadenersatzforderungen auf den Verursacher zukommen können.

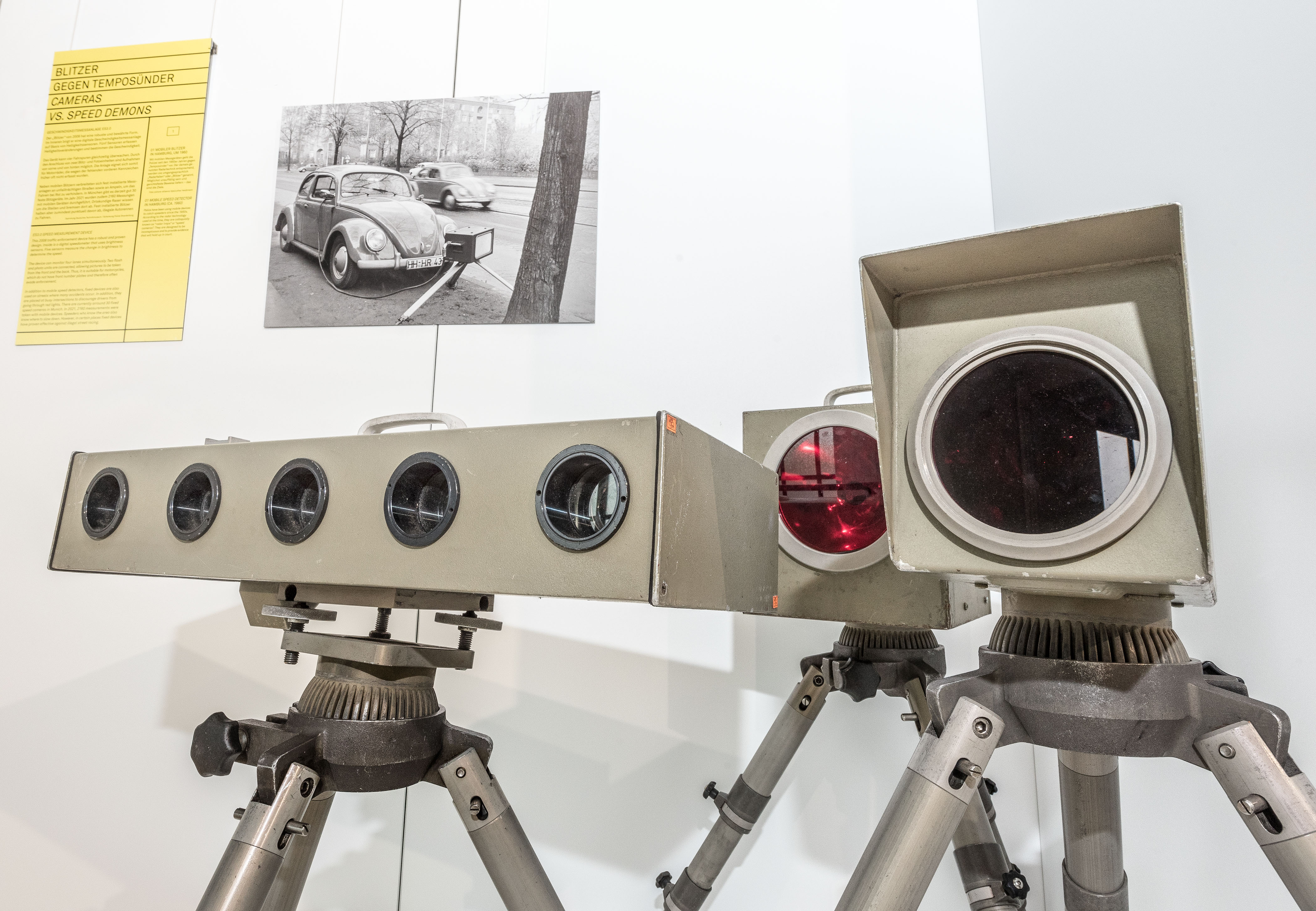
Eine Reihe „Blitzer“: Mit Radargeräten werden Geschwindigkeitsübertretungen registriert, um sie bestrafen zu können.

Im Falle eines Deutschen, der sich eines Raserdelikts in der Schweiz schuldig gemacht hatte und dafür in Abwesenheit zu 30 Monaten Freiheitsstrafe, davon ein Jahr unbedingt, verurteilt worden war, entschied das Oberlandesgericht Stuttgart in einem Exequaturverfahren, dass die Strafe auch in Deutschland vollstreckt werden kann, obwohl Rasen zum Tatzeitpunkt  in Deutschland nur eine Ordnungswidrigkeit und nicht eine Straftat darstellte. Das Urteil sei zwar hart, aber nicht unerträglich, so das Gericht. Im Oktober 2018 trat der Raser seine Strafe an.
Die Änderung von Artikel 90 des Straßenverkehrsgesetzes – die Definition von Raserdelikten und ihre Bestrafung – wurde von Rechtswissenschaftlern ausnahmslos verurteilt, da das Via-Sicura-Maßnahmenpaket zunächst ohne strafrechtliche Elemente entwickelt wurde, aber unter dem Druck der Volksinitiative Schutz vor Rasern mit solchen angereichert wurde. Ebenso heble Art. 90 ein grundlegendes strafrechtliches Prinzip – nämlich die Bestrafung des Täters nicht ausschließlich nach Tat, sondern auch nach Verschulden – aus. Wichtige, für Gerichte bedeutende Bewertungsfaktoren – wie Risikobereitschaft und Vorsatz – werden von Art. 90 ausgeblendet. Die damals neu definierten Raserdelikte kriminalisieren einerseits Autofahrer ohne echte kriminelle Energie, auf der anderen Seite sei für tatsächlich rücksichtslose Raser der Strafrahmen immer noch zu klein, meinten Kritiker.

### Österreich
In Österreich drohen Rasern Strafmandate, Anzeigen und Führerscheinentzug. Zum 1. September 2009 sind einheitliche Strafhöhen für Geschwindigkeitsüberschreitungen eingeführt worden. Die Höhe des Strafmandats beträgt bei Überschreitungen von bis zu 20 km/h 30 Euro, über 20 bis 30 km/h 50 Euro und bei über 30 bis 40 km/h 70 Euro. Kommt es zudem zu einer Anzeige, kann es zu Strafzahlungen von bis zu 726 Euro (bei Geschwindigkeitsüberschreitungen bis zu 30 km/h) bzw. von bis zu 2.180 Euro (bei Geschwindigkeitsüberschreitungen von mehr als 30 km/h) kommen. Außerdem wird je nach Höhe der Geschwindigkeitsüberschreitung der Führerschein für eine gewisse Zeit entzogen (zwei Wochen bis sechs Monate beim ersten einschlägigen Delikt).

## Das Auto als Waffe (Sonderausstellung)
Die Sonderausstellung „Wahnsinn – Illegale Autorennen“ beleuchtete vom 26. Mai 2023 bis zum 20. Mai 2024 im Verkehrszentrum des Deutschen Museums den tödlichen Temporausch.

## Persönlichkeit
Ein Sprecher der Kölner Polizei bezeichnete im Zusammenhang den „typischen Raser“ bei illegalen Straßenrennen als eine Person im Alter zwischen 18 und 25 Jahren, männlich und mit Migrationshintergrund. Häufig wohnt er noch bei seinen Eltern und hat nur ein geringes Einkommen. Fehlenden beruflichen Erfolg versucht er mit Anerkennung für sein Auto auszugleichen. „Das Gaspedal dient als Ventil, um Druck abzulassen.“ „Raser haben die Illusion, die Situation zu beherrschen, und blenden die Risiken aus.“

## Rasen als Touristenattraktion
Die bayrische Autobahn 95 bei Garmisch genießt weltweit einen Ruf als öffentliche Rennstrecke ohne gesetzliche Beschränkungen. Internationale Reiseagenturen bieten Pakete mit PS-starken Boliden, Instrukteur und Sicherheitseinweisung. Die Agenturen werben dafür mit dem Nervenkitzel unbegrenzten Rasens.